# الصماخ (العبر)

'

تعديل مصدري - تعديل

الصماخ هي إحدى قرى عزلة العبر بمديرية العبر التابعة لمحافظة حضرموت، بلغ تعداد سكانها 58 نسمة حسب تعداد اليمن لعام 2004.